# Heysham Port
Heysham Port (engelska: Heysham Ferry Port) är en hamn i Storbritannien.   Den ligger i grevskapet Lancashire och riksdelen England, i den centrala delen av landet, 300 km nordväst om huvudstaden London.